# 地上デジタルテレビ放送
地上デジタルテレビ放送（ちじょうデジタルテレビほうそう、英語: Digital Terrestrial Television Broadcasting、略称：地デジ）とは、地上（陸上）のデジタル方式の無線局により行われるテレビ放送である。ただ、実際の報道では地上デジタル放送と略されることもある。

## 開始時期

### 世界各国におけるデジタルテレビジョンへの移行
（世界各国のデジタルテレビの展開状況リスト、英文版「List of digital television deployments by country」も参照）
| デジタル放送開始 | 実施国/地域       | アナログ停波                                                  | 方式    |
| ---------------- | ----------------- | ------------------------------------------------------------- | ------- |
| 1998年9月        | イギリス1         | 2012年10月24日                                                | DVB/T   |
| 1998年11月       | アメリカ2         | 2009年6月12日                                                 | ATSC    |
| 1998年           | アイルランド      | 2012年10月24日                                                | DVB/T   |
| 1999年           | スウェーデン3     | 2007年12月15日                                                | DVB/T   |
| 2000年           | スペイン          | 2010年4月3日                                                  | DVB/T   |
| 2001年           | オーストラリア    | 2013年12月10日                                                | DVB/T   |
| 2001年           | フィンランド      | 2007年9月1日                                                  | DVB/T   |
| 2001年           | 韓国4             | 2012年12月31日                                                | ATSC    |
| 2002年7月        | クロアチア        | 2011年1月1日                                                  | DVB/T   |
| 2002年11月       | ドイツ            | 2008年11月25日                                                | DVB/T   |
| 2003年3月        | カナダ            | 2011年8月31日                                                 | ATSC    |
| 2003年4月        | オランダ          | 2006年12月11日                                                | DVB/T   |
| 2003年8月        | スイス            | 2008年2月25日                                                 | DVB/T   |
| 2003年12月       | 日本5             | 2011年7月24日（大半） 2012年3月31日（岩手県・宮城県・福島県） | ISDB-T  |
| 2004年           | 台湾（中華民国）6 | 2012年6月30日                                                 | DVB/T   |
| 2004年           | イタリア7         | 2012年7月4日                                                  | DVB/T   |
| 2005年3月        | フランス          | 2011年11月28日                                                | DVB/T   |
| 2005年10月       | チェコ            | 2011年11月11日                                                | DVB/T   |
| 2005年           | スロバキア        | 2012年12月31日                                                | DVB/T   |
| 2006年3月        | デンマーク        | 2009年10月31日                                                | DVB/T   |
| 2006年4月        | ルクセンブルク    | 2006年9月30日                                                 | DVB/T   |
| 2006年5月        | シンガポール8     | 2018年1月1日                                                  | DVB/T   |
| 2006年10月       | オーストリア      | 2011年6月7日                                                  | DVB/T   |
| 2007年5月        | ニュージーランド  | 2013年12月1日                                                 | DVB/T   |
| 2007年9月        | ノルウェー        | 2009年11月30日                                                | DVB/T   |
| 2007年12月       | ブラジル9         | 2018年11月25日                                                | ISDB-Tb |
| 2007年12月       | 香港10            | 2020年11月30日                                                | DTMB    |
| 2008年           | 中国11            | 2020年12月31日（特別な状況は2021年3月31日まで）               | DTMB    |
| 2008年7月        | マカオ            | 2023年6月30日                                                 | DTMB    |
| 2008年12月       | ハンガリー        | 2014年11月                                                    | DVB-T   |
| 2009年4月        | ポルトガル        | 2012年4月26日                                                 | DVB/T   |
| 2010年3月        | ペルー            | -                                                             | ISDB-Tb |
| 2010年4月        | アルゼンチン      | -                                                             | ISDB-Tb |
| 2010年9月        | チリ              | -                                                             | ISDB-Tb |
| 2011年6月        | ボリビア          | -                                                             | ISDB-T  |
| 2011年8月        | パラグアイ        | -                                                             | ISDB-T  |
| 2012年3月        | コスタリカ        | -                                                             | ISDB-T  |
| 2012年8月        | ウルグアイ        | -                                                             | ISDB-T  |
| 2013年2月        | ベネズエラ        | -                                                             | ISDB-Tb |
| 2015年2月        | フィリピン        | -                                                             | ISDB-T  |

- ^1 - 公共放送のBBCがSDTVで多チャンネル放送を開始し続いて11月には商業放送のON Televisionが有料・多チャンネル放送を開始した。段階的にアナログ停波が行なわれ[7]、2012年4月18日には、首都ロンドンでも停波が実施された。
- ^2 - 20都市の42の放送局で地上デジタル放送が開始された。同国では日本と同様、HDTVによる高画質放送を重視している。当初は2009年2月17日に完全移行の予定だったが、低所得者への簡易チューナーの配布が遅れた事などで4ヶ月延期された。
- ^3 - 世界で初めてスウェーデンの一部地域でアナログ停波が実施された。
- ^4 - 慶尚北道蔚珍郡では2010年9月1日、全国より先行して、アナログ停波が実施された[8]。済州特別自治道では2011年6月29日にKBS第一テレビジョン以外の放送がアナログ停波。7月28日にKBS第一テレビジョンがアナログ停波。2012年8月16日に蔚山広域市がアナログ停波。9月24日忠清北道、10月4日慶尚南道、10月9日釜山広域市がアナログ停波。2012年12月31日4:00（日本時間）全アナログ放送停波・完全デジタル化。
- ^5 - 石川県珠洲市の全域では2010年7月24日、長崎県対馬市の一部では2011年1月24日、全国より先行して、アナログ停波が実施された。当初は前述地域を除いて2011年7月24日の停波予定であったが東北地方太平洋沖地震（東日本大震災）で甚大な被害が出た被災3県では、アナログ停波が、2012年3月31日に延期された[注 3]。なお、被災3県を除く44都道府県では当初の予定通り2011年7月24日に停波された。ケーブルテレビ等ではデジアナ変換として、2015年3月31日までアナログテレビで視聴ができた[9][10]（「デジアナ変換」の終了はケーブルテレビの会社・地域によって異なる）。

- ^6 - 4段階に分けて、アナログ停波を実施。（2012年5月7日に台湾中部、同28日に東部と離島、6月11日に南部、同30日に北部）
- ^7 - 当初は2006年アナログ停波予定だった。
- ^8 - 地上デジタルテレビジョン放送を導入する最初の東南アジアの国。
- ^9 - 日本方式の派生規格にて放送開始。
- ^10 - 当初は2012年アナログ停波予定だった。
- ^11 - 2008年北京オリンピックに合わせて放送を開始した。

## 放送の方式

デジタルテレビ放送の方式分布図

世界の地上波デジタルテレビ放送は、大きく以下の方式に分けられる。
- ヨーロッパ方式（固定向けDVB-Tと移動体向けDVB-H）
  - 第2世代ヨーロッパ方式 (DVB-T2（英語版）) - DVB-Tの後継規格。帯域の利用効率が向上している。
- 日本方式 (ISDB-T) - 同一の周波数帯でテレビ向けと携帯端末向け（ワンセグ放送）が可能。
  - ブラジル方式（ISDB-Tb、ISDB-T International、またはSBTVD） - 日本方式 (ISDB-T) を基礎として採用し、ブラジルの地上波デジタルテレビ放送での要求条件に沿って技術改良を行ったもの。日本・ブラジル方式あるいは日伯方式とも呼ばれ、ブラジル以外の中南米でもISDB-Tと言えばこの方式が採用されている[11]。
- アメリカ方式 (ATSC)
  - 韓国方式 (T-DMB) - 韓国では先にATSC方式で放送を開始したため、移動体向けのみに採用されている。
- 中国方式 (DTMB)

これらは多重化にMPEG-2 TSを利用する事、映像符号化にMPEG-2ビデオを利用する事では同じ条件であるものの、以下のような違いがある。
|                        | ATSC                                     | DVB-T                                             | DVB-T2                                                           | ISDB-T                                            | T-DMB       | DTMB                       |
| 仕様                   | 仕様                                     | 仕様                                              | 仕様                                                             | 仕様                                              | 仕様        | 仕様                       |
| ---------------------- | ---------------------------------------- | ------------------------------------------------- | ---------------------------------------------------------------- | ------------------------------------------------- | ----------- | -------------------------- |
| 映像                   | MPEG-2                                   | MPEG-2/H.264                                      | MPEG-2/H.264/H.265                                               | MPEG-2/H.264                                      | H.264       | MPEG-2/H.264/AVS/AVS+      |
| 音声                   | ドルビーデジタル                         | MPEG-2 BC ドルビーデジタル                        |                                                                  | MPEG-2 AAC/MPEG-4 AAC                             | MPEG-4 BSAC | MPEG-2 BC ドルビーデジタル |
| 外符号                 | リード・ソロモン符号 R-S (207, 187, 10)  | リード・ソロモン符号 R-S (204, 188, 8)            | BCH符号                                                          | リード・ソロモン符号 R-S (204, 188, 8)            |             |                            |
| 外符号インターリーブ   | 52セグメント畳み込みバイトインターリーブ | バイト畳み込みインターリーブ（深さ12）            |                                                                  | バイト畳み込みインターリーブ（深さ12）            |             |                            |
| 内符号                 | トレリス符号 （符号化率：2/3）           | 畳み込み符号（符号化率：1/2, 2/3, 3/4, 5/6, 7/8） | 低密度パリティ検査符号（符号化率：1/2, 3/5, 2/3, 3/4, 4/5, 5/6） | 畳み込み符号（符号化率：1/2, 2/3, 3/4, 5/6, 7/8） |             |                            |
| 内符号インターリーブ   | 12トレリス                               | ビット、周波数                                    | ビット、周波数、時間                                             | ビット、周波数、時間                              |             |                            |
| 搬送波                 | シングルキャリア                         | マルチキャリア (COFDM)                            | マルチキャリア (COFDM)                                           | マルチキャリア (BST-COFDM)                        |             |                            |
| 変調方式               | 8-VSB                                    | QPSK、16QAM、MR-16QAM、64QAM、MR-64QAM            | QPSK、16QAM、MR-16QAM、64QAM、MR-64QAM、256QAM、MR-256QAM        | DQPSK、QPSK、16QAM、64QAM                         |             |                            |
| 機能・特徴             |                                          |                                                   |                                                                  |                                                   |             |                            |
| マルチパス耐性         | ×                                        | ○                                                 | ○                                                                | ○                                                 |             |                            |
| 同一周波数中継 (SFN)   | ×                                        | ○                                                 | ○                                                                | ○                                                 |             |                            |
| 移動時の受信           | ×                                        | △（携帯機器は不適。DVB-Hで代用）                  | △（携帯機器は不適。DVB-Hで代用）                                 | ○（携帯機器はワンセグが適する）                   | ○           | ○                          |
| インパルスノイズ耐性   | ×                                        | ○                                                 | ○                                                                | ○                                                 |             |                            |
| 時間インターリーブ     | ×                                        | ×                                                 | ×                                                                | ○                                                 |             |                            |
| セグメント単位での運用 | ×                                        | ×                                                 | ×                                                                | ○1                                                |             |                            |

主な採用地域
ATSC
- アメリカ合衆国・ カナダ・ メキシコ・ 韓国

DVB-T
- 欧州・ ロシア・ トルコ・ オーストラリア・ 南アフリカ共和国・ サウジアラビア・ イラン・ インド・ インドネシア・
 台湾（中華民国）

DVB-T2
- タイ・ フィンランド

ISDB-T
- 日本・ ブラジル・ アルゼンチン・ ペルー・ チリ・ ベネズエラ・ エクアドル・ ボリビア・ ニカラグア・ フィリピン・ モルディブ・ ボツワナ[12]・ ホンジュラス・ パラグアイ・ ウルグアイ・ グアテマラ・ コスタリカ

T-DMB
- 韓国2・ カンボジア

DTMB
- 中国

- ^1 - 13のセグメントに分割し、それぞれに対して違った変調をかける事ができる（最大3種類まで）。簡易な受信機による部分受信（通称ワンセグ）が可能。
- ^2 - 移動体向けのみに採用